# 西方公司
西方公司（英語：Western Enterprises Inc.，縮寫：WEI），為美國派駐於臺灣的機構之一，於1951年2月13日在美國賓夕法尼亞州匹茲堡正式註冊成立，由最早開始與中華民國政府進行秘密接觸的查理·詹斯頓（Charles S. Johnston）擔任董事長，威廉·R·皮爾斯則負責主持西方公司駐台北辦事處的業務。
西方公司表面上是民間公司，但實際上隸屬於美國中央情報局，是一個秘密機構。其成員為自美軍各戰鬥單位選出的七十多位精銳軍官團組成，負責訓練中華民國國軍。1955年初，西方公司結束運作，將業務轉移給另一個中央情報局駐台情報站—美國海軍輔助通訊中心（Naval Auxiliary Communications Center，NACC）。

## 歷史
韓戰爆發後，美國為了牽制中华人民共和国政府以免其抽調中國人民解放軍沿海兵力到朝鲜半岛作戰，故同意中華民國總統蔣中正夫人宋美齡與陳納德的提議，招募第二次世界大戰時的情報老手與特種作戰專家，以名義上經營進出口貿易的西方公司為掩護，在臺灣訓練游擊隊，策畫並執行突擊中國大陸與蒐集情報的工作。西方公司也准許台灣對中國大陸沿海海運的干擾行動，讓中華民國海軍在公海攔截扣押前往中國大陸的船隻，如陶普斯號事件等。
西方公司實際上隸屬於美國中央情報局主管全球地下活動的政策協調處，總部設於臺北市中山北路圓山附近，活動基地則在大陳島、金門、馬祖等外島。為了兼顧美國的中立化政策與行動彈性，雙方外交、美國軍事單位（包含駐台美軍）並未直接參與西方公司對中國大陸的行動。
1951年3月，中情局人員開始大批湧入台灣，與中情局人員一同抵達台灣的還包括供應外島游擊隊使用的第一批中情局軍火物資，包括1,740箱高爆炸藥、680支卡賓槍、420挺輕機槍、200把手槍、25箱無線電設備、70架火箭發射器以及37萬9,000發彈藥。當時浙江外海由國府控制的一連串小島，包括漁山、披山、南麂、北麂、一江山以及上、下大陳島等地，首先被選定為西方公司人員進行整編、訓練游擊隊，並且實施沿海秘密突襲任務的行動基地。
西方公司培訓了駐於金門與大陳島的南海集訓總隊，1952年爆發的南日島戰役即是由南海集訓總隊執行。另一方面的行動則是由李彌留在緬甸泰國邊界的泰北孤軍執行。
西方公司的全盛時期是在朝鲜战争期間（1951－1953）。韓戰結束後，美國降低對中國大陸滲透與游擊行動的支持，西方公司的階段性任務也告一段落，其遺留業務由海軍輔助通訊中心（NACC）接管，但中華民國國軍各軍種與美方的特種任務合作計畫仍然習稱對方為西方公司。

## 參看
- IQT電信
- 85點行動 (85 point campaign 馬祖 1958-04-14)[2]